# Phlegyas
Phlegyas är ett släkte av insekter. Phlegyas ingår i familjen Pachygronthidae.
Kladogram enligt Catalogue of Life:
| Phlegyas | \| \| Phlegyas abbreviatus \| \| \| \| \| \| Phlegyas annulicrus \| \| \| \| |
|          | \| \| Phlegyas abbreviatus \| \| \| \| \| \| Phlegyas annulicrus \| \| \| \| |
|          | Oedancala                                                                    |
|          |                                                                              |
|          | Pachygrontha                                                                 |
|          |                                                                              |
|          | Phlegyas abbreviatus                                                         |
|          |                                                                              |
|          | Phlegyas annulicrus                                                          |
|          |                                                                              |

|  | Phlegyas abbreviatus |
|  |                      |
|  | Phlegyas annulicrus  |
|  |                      |